# Palaeosinopa
Palaeosinopa is een geslacht van uitgestorven zoogdieren behorend tot de Pantolestidae, een groep van otterachtige dieren uit het Paleogeen. 

## Ontwikkeling
Palaeosinopa is het bekendste Noord-Amerikaanse geslacht uit de Pantolestidae. Het verscheen in het Tiffanian met P. reclusum uit Saskatchewan als oudst bekende soort. Tijdens het Wasatchian leefden drie soorten van verschillend formaat in het Bighorn-bekken, waarvan P. veterrima de algemeenste en grootste soort was. Tijdens het vroegste Bridgerian (Gardnerbuttean) kwam Palaeosinopa samen voor met Pantolestes. Het geslacht verspreidde zich bij de aanvang van het Eoceen via de arctische route naar West-Europa. Fossiele vondsten in de Margaret-formatie op Ellesmere-eiland van P. nunavutensis en van P. russelli in het Belgische Dormaal, de Franse Soissonnais-formatie en het Engelse Abbey Wood zijn hier het bewijs van.

## Kenmerken
Palaeosinopa onderscheidde zich van de andere geslachten door een slankere bouw en een langere staart. Palaeosinopa-soorten uit het Paleoceen waren ongeveer anderhalve kilogram zwaar, het gewicht van een moderne muskusrat. P. aestuarium uit de Tuscahoma-formatie was eveneens een kleine vorm, maar de soorten uit latere delen van het Eoceen zoals P. didelphoides uit het Laat-Wasatchian hadden met een lichaamslengte van rond de 57 cm inclusief een ongeveer 10 cm lange kop, een staartlengte van circa 51 cm en een gewicht van rond de 5 kg het formaat van een kleine otter. 
Drie vrijwel complete fossiele skeletten van P. didelphoides zijn gevonden in de Fossil Butte Member van de Green River-formatie. Er zijn veel overeenkomsten in de bouw van het skelet tussen Palaeosinopa en hedendaagse bevers, Europese en Amerikaanse otters. Er waren aanpassingen voor een semi-aquatische leefwijze, zoals een lange schedel met een gestroomlijnde vorm die overeenkomt met de schedels van otters en zeehonden. Palaeosinopa had verder een slank lichaam, een lange staart en voorpoten die korter waren dan de krachtige achterpoten. Aan de vingers en tenen zaten licht gekromde klauwen. De bouw van de nek- en schouderregio en de staartbasis toont aan dat het dier een krachtige zwemmer was. Waarschijnlijk bewoog Palaeosinopa zich in het water voort als een otter door middel van het bewegen van de achterpoten en het op en neer bewegen van de staart. Palaeosinopa was ook een goede graver. Het gebit bestaat uit grote, krachtige hoektanden en brede, dikke kiezen die mogelijk gebruikt werden voor het kraken van schaaldieren. Enkele fossielen van Palaeosinopa zijn gevonden met gefossiliseerd materiaal van vissen in de buikregio. 